# Eduard Müller (scultore)

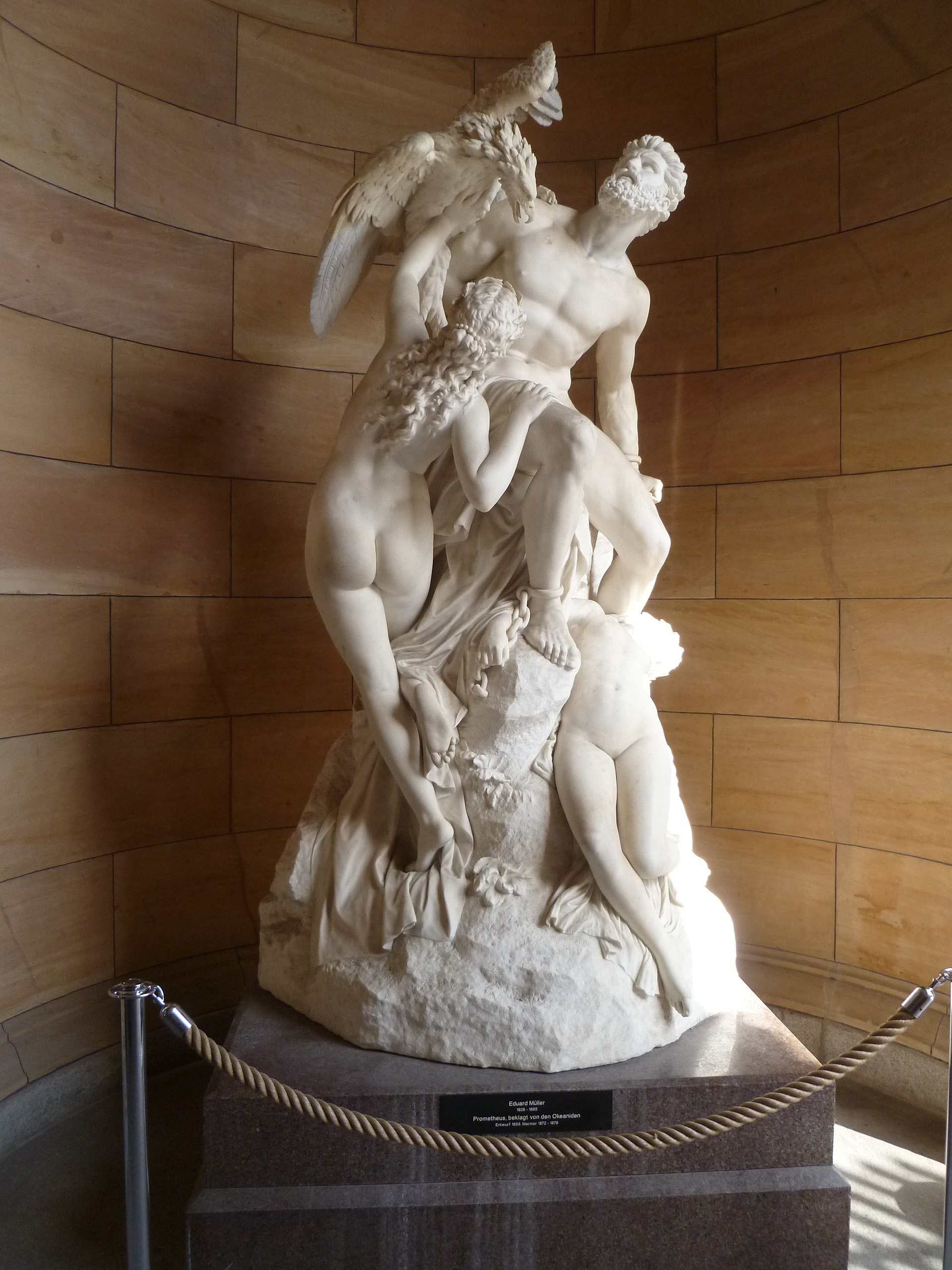
Prometeo incatenato, 1872-1879

Eduard Müller (Hildburghausen, 9 agosto 1828 – Roma, 29 dicembre 1895) è stato uno scultore tedesco.

## Biografia
Nel 1842 Eduard Müller iniziò un periodo di apprendistato come cuoco della corte ducale di Coburgo, quattro anni dopo si recò a Monaco di Baviera e a Parigi, poi rimase per due anni ad Anversa, dove conobbe lo scultore Joseph Geefs e, su suo consiglio, seguì la via della scultura, dato che talvolta modellava delle sculturine nel tempo libero. Egli frequentò l'accademia d'arte e iniziò a guadagnarsi da vivere con i ritratti. Nel 1852 si recò a Bruxelles, dove scolpì la statua marmorea del Ragazzo risvegliato nel 1854 e una Psiche nel 1856, che tradusse nel marmo qualche anno dopo per il principe d'Inghilterra, dopo essersi stabilito a Roma.
A Roma, dal 1868, iniziò a lavorare alla sua opera più celebre, il gruppo del Prometeo incatenato. La galleria nazionale berlinese gli commissionò una versione in marmo che venne installata nel 1879. Sempre legato a Coburgo in quanto vicina alla sua città natale, Eduard Müller le diede un calco in gesso fedele al gruppo originale che venne esposto in un padiglione esistente che venne riconvertito appositamente nel 1880. Lo scultore permise alla fonderia berlinese di Hermann Gladenbeck di produrre e distribuire delle copie in bronzo dal 1885 al 1888. Lo scultore Otto Gradler realizzò un modello in zinco basato sull'originale di Müller proprio per questo motivo. Dopo aver completato un bozzetto di un gruppo che facesse da pendant a quello di Prometeo (ritraente la sua liberazione da parte di Eracle), completò la sua attività artistica.
Eduard Müller fu un professore e membro dell'Accademia di San Luca a Roma, dell'Accademia di Berlino e dell'Accademia reale di Belle Arti di San Fernando di Madrid. Tra i suoi allievi ebbe Cesare Aureli. Divenne un membro onorario dell'Accademia Carrara e, come il suo fratello gemello Gustav, divenne un cittadino onorario di Coburgo nel 1880. Entrambi i fratelli furono sepolti nel cimitero acattolico di Roma.

## Opere
- Psiche (Psyche), 1861[3]
- Ninfa che bacia Cupido (Nymphe, den Amor küssend), 1862, di proprietà del sovrano d'Inghilterra[6]
- Fede, amore, speranza (Glaube, Liebe, Hoffnung), 1869, per il mausoleo Schröder ad Amburgo
- Satiro con maschera (Satyr mit der Maske), 1870[2]
- La ninfa spaventata (Die erschreckte Nymphe), 1870-1877 circa[2]
- Ragazza del risveglio (Erwachendes Mädchen), 1872
- Prometeo incatenato (Prometheus, beklagt von den Okeaniden), 1872-1879
- Il segreto del fauno (Das Geheimnis des Fauns), 1874
- La fiaccola o Ecco il moccolo (Römerin mit dem Moccolilicht), 1877[7]
- Il pescatore napoletano e il suo ragazzo (Der neapolitanische Fischer und sein Knabe), 1879
- Eva con i suoi bambini (Eva mit ihren Kindern), 1880
- Satiro e ninfa (Satyr und Nymphe), senza data[8]